# Suhoi Su-29
Suhoi Su-29 este un avion de acrobație sportivă cu două locuri rus cu un motor radial de 360 cai-putere.
A fost proiectat bazat pe avionul Su-26 și a moștenit multe configurări tehnice și de proiectare ale predecesorului său.Datorită folosirii mari de materiale compozite care împărtășea 60% din structura avionului Su-29,greutatea goală a fost mărită cu doar 50 kg în comparație cu greutatea goală avionului Su-26.Avionul Su-29 este ideal pentru educația inițială a pilotului de acrobație,antrenament de zbor și participarea piloților în competiții de acrobație și spectacole aeriene,ca și pentru menținerea abilităților de zbor a piloților militari și civili.

## Caracteristici generale
- Echipaj=2
- Lățime=7,29 m
- Anvergura aripii=8,20 m
- Înățime=2,74 m
- Zona aripii=12,24 m²
- Motor=1 motor radial Vedeniev M-14P cu 9 cilindri,266 kW(360 cai-putere)

## Operatori
- Rusia
- Forța Aeriana Argentiniană